# 布拉戈迪莫尔戈拉
布拉戈迪莫尔戈拉（義大利語：Burago di Molgora），是意大利蒙萨和布里安萨省的一个市镇。总面积3平方公里，人口4269人，人口密度1423.0人/平方公里（2009年）。ISTAT代码为015037。